# Jonathan Cake
Jonathan Cake (ur. 31 sierpnia 1967 roku w Worthing, w hrabstwie West Sussex, w południowej Anglii) – brytyjski aktor teatralny, telewizyjny i filmowy.
Był związany z Royal Shakespeare Company. W styczniu 2003 roku na scenie Broadwayu zagrał postać Jasona w sztuce Medea. Latem 2006 roku podczas Szekspirowskiego Klubu Teatralnego wystąpił w spektaklu Koriolan (Coriolanus).
Pojawił się w programach, serialach i filmach telewizyjnych, m.in. jako Jafet, jeden z synów Noego (w tej roli Jon Voight) w tele dramacie biblijnym Arka Noego (Noah's Ark, 1999). Jego pierwszą większą rolą był Tyrannus w 6-częściowym miniserialu Cesarstwo (Empire, 2005) oraz doktor Malcolm Bowers w serialu TV-NBC Niepojęty (Inconceivable, 2005).
Na planie serialu Prawo i sprawiedliwość (Law & Order: Criminal Intent) poznał swoją wielką miłość aktorkę Julianne Nicholson, z którą się ożenił we wrześniu 2004 roku. Mają dwoje dzieci - syna Ignatiusa (ur. 2007) i córkę Phoebe Margaret (ur. 30 kwietnia 2009).

## Filmografia
- 2011− 2012 Gotowe na wszystko (Desperate Housewives) jako Chuck Vance
- 2005: Cesarstwo (Empire, miniserial TV) jako Tyrannus
- 2004: Ze spuścizny Agathy Christie: Niedziela na wsi (Poirot: The Hollow, serial TV) jako John Christow
- 2003: Świat rzeki (Riverworld, TV) jako Nero Caesar
- 2003: Powstali z popiołów (Out of the Ashes, TV) jako dr Mengele
- 2002: Zamiana (Swap, The)
- 2002: Ambasada USA (American Embassy, The) jako Jack Wellington
- 2002: Jedyny, jedyna (One and Only, The) jako Sonny
- 1999: Arka Noego (Noah's Ark, TV) jako Japhet
- 1998: Dziewczyna jak diament (Diamond Girl, TV) jako Regan Montana
- 1997: Rebeka (Rebecca, TV) jako Jack Favell
- 1997: Taniec do muzyki czasu (Dance to the Music of Time, A, miniserial TV) jako Peter Templer
- 1996: Nightlife (TV) jako Adwokat
- 1996: Zbuntowana załoga (True Blue) jako Patric Conner
- 1996: Dziewczyna (The Girl) jako Ned Ridley
- 1995: Rycerz króla Artura (First Knight) jako Sir Gareth